# Laura Tamminenová
Laura Tamminenová byla finská rychlobruslařka.
Od roku 1933 se pravidelně účastnila finských šampionátů. Při svém premiérovém startu se umístila na druhém místě, o rok později byla třetí. V letech 1935 a 1936 si shodně dobruslila pro druhou příčku. Třetího místa dosáhla v letech 1937 a 1939. Zúčastnila se Mistrovství světa 1939, kde vybojovala bronzovou medaili, což byl její největší úspěch. Téhož roku ukončila svoji sportovní kariéru.